# Fernando Vallejo
Luis Fernando Vallejo Rendón (Medellín, 24 de octubre de 1942) es un escritor, biólogo, pensador y cineasta colombomexicano.
Sus obras desarrollan temáticas sociales de su natal Colombia, tales como el narcotráfico y el sicariato, así como temas tabúes para esta sociedad y las de Latinoamérica como la homosexualidad, la pedofilia, etc.
Sus obras más conocidas y exitosas crítica y comercialmente son La Virgen de los Sicarios (1994) y El Desbarrancadero (2001). También es conocido por sus opiniones polémicas sobre distintos estamentos del poder, como las fuerzas armadas, la jerarquía católica y los partidos políticos.

## Biografía
Fernando Vallejo Rendón nació en Medellín, el 24 de octubre de 1942, en el seno de una familia acomodada de la ciudad.
Aficionado a la música clásica, gustaba de tocar al piano las obras de Mozart, Chopin, Gluck y Richard Strauss. Tras un año de estudios en la Facultad de Filosofía y Letras de la Universidad Nacional de Colombia en Bogotá, se licenció en Biología en la Universidad Javeriana. Viajó a Europa y estudió cinematografía en Italia, en la Escuela Experimental de Cinecittá. El 25 de febrero de 1971 se trasladó a Ciudad de México, donde ha producido la totalidad de su obra y donde convivió con su pareja, el escenógrafo mexicano David Antón, hasta la muerte de en 2018, año en que se trasladó a Medellín con su perra Brusca, culminando así su exilio de 47 años en México.
Es vegano y se distingue por su activismo en defensa de los derechos de los animales, por ser crítico de la Iglesia católica, la manera de hacer política en Colombia, la falsa moral, la física, los formalismos. Es un acérrimo opositor del expresidente Álvaro Uribe Vélez. Es abiertamente homosexuаl, ateo y debido a sus visiones antinatalistas, no tiene hijos.

### Nacionalidad
En abril de 2007 obtuvo la nacionalidad mexicana y el 23 de mayo de mismo año renunció a la colombiana. Una declaración suya publicada por Caracol Radio el mismo día de esta renuncia dio la vuelta al mundo y motivó reacciones encontradas en casi todos los medios de Colombia.
Al renunciar a su ciudadanía original, Fernando Vallejo dijo en una declaración firmada en México el 6 de mayo de 2007 que «esa mala patria de Colombia» ya no es la suya y que no quería «volver a saber de ella. Lo que me reste de vida lo quiero vivir en México y aquí me pienso morir».

De pequeño descubrí que Colombia era un país asesino, el más asesino de todos. Luego me di cuenta de que era un país atropellador y mezquino, y ahora ―con la reelección de Álvaro Uribe―, descubrí que era un país imbécil, y ahí solicité mi nacionalización en México, que me dieron la semana pasada.

Cinco meses más tarde, en octubre de 2007, afirmó que comenzaría los trámites para recuperar la ciudadanía colombiana.
Según explicó Vallejo posteriormente, la renuncia a su nacionalidad estuvo motivada por la querella que un grupo de civiles interpuso contra él y Daniel Samper Ospina ―entonces director de la revista SoHo― después de haber escrito un artículo que los demandantes consideraban un insulto a la religión católica. En primera instancia, un juez había decidido que Samper y Vallejo debían ir a la cárcel, por lo que el novelista decidió iniciar los trámites para obtener la nacionalidad mexicana, porque consideraba una infamia la condena y no pensaba someterse a ella. La decisión fue apelada por SoHo y un año más tarde se resolvió el asunto, pero el trámite para obtener la ciudadanía mexicana ―que exige firmar un documento por el cual se renuncia a la nacionalidad anterior― había seguido su curso.
En 2009, Vallejo había manifestado su idea de querer regresar a Colombia a vivir, sin importarle lo que le pudiera pasar. Sin embargo, hasta la primera mitad del 2011, continuaba sin ser legalmente reconocido como colombiano. Ese año, después de que se anunciara que había ganado el Premio FIL de Literatura en Lenguas Romances, Vallejo declaró: «Pongámosle que soy colombiano y mexicano, porque soy de donde nací y de donde me voy a morir».
En 2009, en una entrevista para El Espectador, expresó su sentimiento de querer morir en Medellín: «Yo aspiro a morirme en Colombia, en la casa en que nací, una casa en la calle del Perú en el barrio Boston».

### Carrera literaria
Vallejo se ha destacado mundialmente por sus novelas, pero ―además de nueve de ellas (cinco de las cuales conforman un ciclo autobiográfico)―, ha publicado tres libros de ensayos, una gramática del lenguaje literario, dos biografías de poetas de su país (José Asunción Silva y Porfirio Barba Jacob) y una del filólogo colombiano Rufino José Cuervo. Su actividad como director y cinematógrafo, anterior a toda su obra literaria, dejó tres películas, dos de tema colombiano, pero producidas en México.
Los cinco libros de su autobiografía titulada El río del tiempo son: Los días azules (1985), que refleja varios episodios de la infancia del autor en los escenarios de la finca de sus abuelos (Santa Anita) y el tradicional barrio Boston de Medellín; El fuego secreto (1987), donde explora como adolescente los caminos de la droga y la homosexualidad en Medellín y Bogotá; Los caminos a Roma (1988) y Años de indulgencia (1989) narran sus experiencias en Europa, especialmente en la capital italiana, y en Nueva York; Entre fantasmas (1993) comprende los años en que ha residido en Ciudad de México, donde vivió entre 1971 y 2018.
Vallejo es autor de la biografía del poeta antioqueño Porfirio Barba Jacob. Titulada El mensajero (1987), es el producto de más de diez años de constante y rigurosa investigación por Colombia, América Central y México.
En 1994, publicó una novela fuera de su ciclo biográfico, La Virgen de los sicarios, sobre la violencia del narcotráfico en Medellín. Fue llevada al cine por Barbet Schroeder y recibió críticas encontradas.
Con El desbarrancadero ganó el premio Rómulo Gallegos, uno de los más prestigiosos de la lengua española, en 2003. En medio de alusiones autobiográficas y con la inaudita fuerza de un lenguaje descarnado, Vallejo describe en esta obra la enfermedad y la muerte de su hermano Darío, presentando reflexiones sobre los temas de la enfermedad (el sida concretamente), la crisis de la familia, la violencia cotidiana y la Iglesia católica como mal social.
En La rambla paralela (2002) un cadáver ambulante circula alucinadamente por una Barcelona asfixiada por el calor y que en la voz del narrador se confunde con Medellín y México, por medio de una prosa llena de furia y nostalgia, donde se funden en uno pasado, presente y futuro.
Mi hermano el alcalde (2004) ―novela inspirada en la figura de su hermano Carlos, alcalde del municipio de Támesis, en Antioquia―, describe irónica pero festivamente los rituales electorales sudamericanos: promesas irrealizables, votos comprados, electores fantasmas y compadrazgos. Tras luchar a brazo partido con su ingénita honradez, el protagonista es elegido alcalde y su gestión, saturada de problemas económicos y judiciales, redunda en un gran progreso para la ciudad.
Como cineasta, escribió y dirigió en México dos películas sobre la violencia en Colombia: Crónica roja (1977) y En la tormenta (1980). Un tercer filme, La derrota (1984), coescrito con Kado Kostzer, significó su último trabajo como director.
En 1985 Procultura publicó su edición de la Poesía completa de Porfirio Barba-Jacob. Diez años más tarde publica el resultado de su extensa pesquisa tras el recuerdo de quien fuera uno de los grandes poetas colombianos: José Asunción Silva; esta biografía, llamada Almas en pena, chapolas negras, describe el desfalco financiero del poeta y refleja el ambiente bogotano para finales del siglo XIX. Con esta obra renueva el género.
La mayor parte de sus novelas tienen por escenario Colombia y sus temas recurrentes son la violencia, la homosexualidad, la adolescencia, las drogas, la muerte y la defensa de los animales.
Vallejo también ha cultivado el ensayo: en 1983, el Fondo de Cultura Económica publicó en México Logoi: una gramática del lenguaje literario, un ambicioso proyecto investigativo sobre la escritura literaria, en el que resaltan puntos de vista originales y críticos sobre el lenguaje, su uso y sus límites; en La tautología darwinista (1998) intenta refutar la teoría darwinista de la selección y adaptación como causas de la evolución, que acepta pero teniendo como causa exclusiva las modificaciones que aleatoriamente pueden producirse en el ADN a nivel molecular, sin intervención ni influjo del medio ambiente ni de ninguna causa exterior.
Como narrador ofrece una visión insolente, iconoclasta, negra y profundamente pesimista del mundo. Su estilo es áspero y vigoroso y en conjunto representa una de las cumbres de la actual narrativa colombiana. Un ensayo más, el Manualito de imposturología física (2005), ofrece una discusión, en forma de sátira, de las construcciones teóricas de la física; en la voz de un erudito narrador, Vallejo acusa de impostores a los máximos representantes de la física con la ayuda de la 'imposturología', una ciencia de la impostura inventada por él. El libro ha sido objeto de críticas especializadas.
El año 2007 publicó La puta de Babilonia, un ensayo histórico extenso y prolijo, en el que Vallejo expone una crítica al cristianismo y la Iglesia Católica. Él ha definido el libro como un prontuario de crímenes del Vaticano. En principio debería haber sido publicado por Santillana, la editorial del Grupo Prisa, pero esta le pidió que eliminara «referencias antimusulmanas, por miedo a las represalias. Él se negó y fue a Planeta, que la publicó tal como la escribió.
En 2011 ganó el Premio FIL de Literatura en Lenguas Romances otorgado por la Feria Internacional del Libro de Guadalajara, por ser un escritor que expresa «su emoción con la voz de un artista en el que coinciden la realidad de un mundo raro con la imaginación».
Fernando Vallejo resalta la tradición contestataria de la intelectualidad antioqueña, prosiguiendo a nombres como Barba-Jacob y Fernando González. El gran amor de su vida son los animales y su única causa es su defensa.

## Familia
Fernando Vallejo Rendón es uno de los siete hijos del abogado conservador Aníbal Vallejo Álvarez, y de Lía Rendón. Su padre, quien fue senador, ministro de Desarrollo, presidente del directorio conservador de Antioquia, y secretario de Gobierno de su departamento.

### Filología
- Logoi: una gramática del lenguaje literario, Fondo de Cultura Económica, México, 1983

### Biografía
- Barba Jacob: el mensajero, biografía de Porfirio Barba-Jacob (editorial Séptimo Círculo, México, 1984).
- El mensajero, Planeta, Bogotá, 1991
- Almas en pena, chapolas negras, biografía de José Asunción Silva; Santillana, Bogotá, 1995 inicialmente con el título de Chapolas negras
- El cuervo blanco, biografía de Rufino José Cuervo, Alfaguara, 2012

### Novela
- Los días azules, El séptimo círculo, México, 1985
- El fuego secreto, Planeta, Bogotá, 1987
- Los caminos a Roma, Planeta, Bogotá, 1988
- Años de indulgencia, Planeta, Bogotá, 1989
- Entre fantasmas, Planeta, Bogotá, 1993
- La Virgen de los sicarios, Alfaguara, Bogotá, 1994[41]
- El desbarrancadero, Alfaguara, Bogotá, 2001, Premio Rómulo Gallegos, 2003
- La rambla paralela, Alfaguara, Bogotá, 2002
- Mi hermano el alcalde, Alfaguara, Bogotá, 2004
- El don de la vida, Alfaguara, Bogotá, 2010[42]
- Casablanca la bella, Alfaguara, Bogotá, 2013[43]
- ¡Llegaron!, Alfaguara, Bogotá, 2015[44]
- Memorias de un hijueputa, Alfaguara, Bogotá, 2019[45]
- Escombros, Alfaguara, Bogotá, 2021
- La conjura contra Porky, Alfaguara, Bogotá, 2023

### Ensayo
- La tautología darwinista y otros ensayos, Taurus, Madrid, 2002
- Manualito de imposturología física, Taurus, 2005
- La puta de Babilonia, Planeta, Bogotá, 2007
- Las bolas de Cavendish, Alfaguara, Bogotá, 2017

### Recopilaciones
- El río del tiempo, 1999, Alfaguara, Bogotá.
- Peroratas, 2013, Alfaguara, Bogotá, es una recopilación de columnas, literarios, conferencias y discursos 2013

### Como editor
- Poesía completa, de Porfirio Barba-Jacob, 1985, Procultura, Bogotá. Reeditado por Fondo de Cultura Económica, 2006. Prólogo, recopilación y notas.

## Filmografía

### Como director

#### Cortometrajes
- 1968: Un hombre y un pueblo.
- 1969: Una vía hacia el desarrollo.

#### Largometrajes
- 1977: Crónica roja (Título del guion: Vía cerrada) (1977).[46] Galardonada en 1979 con el Premio Ariel de la Academia Mexicana de Artes y Ciencias Cinematográficas a la mejor ópera prima y a la mejor ambientación.[47]
- 1980: En la tormenta; ganó el Premio Ariel (1981) a la mejor ambientación.
- 1981: Barrio de campeones.

### Como guionista
- 1999: La Virgen de los sicarios.[48]

### Como actor
- 2003: La desazón suprema: Retrato incesante de Fernando Vallejo (2003) Director de documental: Luis Ospina.[49]
- 2010: El septimazo de Fernando Vallejo. (2010). Director de documental: José Alejandro González Vargas.

## Premios y reconocimientos
Ha recibido numerosos reconocimientos por sus obras ―incluido los premios Rómulo Gallegos y FIL de Literatura en Lenguas Romances―, y dos novelas suyas ―El desbarrancadero y La Virgen de los sicarios― figuran en los 15 primeros lugares de la lista confeccionada en 2007 por 81 escritores y críticos hispanoamericanos y españoles con los mejores 100 libros en lengua castellana de los últimos 25 años.
En 2012 fue reconocido como uno de los «diez intelectuales más influyentes de Iberoamérica 2012» por los lectores de la revista Foreign Policy.
- Premio Ariel en 1979, a la mejor ópera prima y a la mejor ambientación por la película Crónica roja
- Premio Ariel en 1981 a la mejor ambientación por el largometraje En la tormenta
- Premio Rómulo Gallegos en 2003, por la novela El desbarrancadero
- Doctor honoris causa de la Facultad de Ciencias Humanas de la Universidad Nacional de Colombia en 2009
- Premio FIL de Literatura en Lenguas Romances en 2011